# قطعنامه ۱۳۶۸ شورای امنیت
قطعنامه  ۱۳۶۸ شورای امنیت سازمان ملل متحد که یکروز پس از حوادث یازده سپتامبر، در تاریخ ۱۲ سپتامبر ۲۰۰۱ تصویب شد، سندی بین‌المللی دربارهٔ تهدید صلح و امنیت بین‌المللی ناشی از اقدامات تروریستی است. این قطعنامه طی نشست ۴۳۷۰ام با ۱۵ رای موافق، ۰ مخالف و ۰ ممتنع تصویب شد.